# Jesse Stone : Innocences perdues
Pour plus de détails, voir Fiche technique et Distribution.
Jesse Stone : Innocences perdues (Jesse Stone: Innocents Lost) est le septième téléfilm de la série Jesse Stone, diffusés sur la chaîne de télévision CBS et mettant en vedette Tom Selleck. Il est basé sur le personnage de la série de livres à succès créée par Robert B. Parker.

## Résumé de l'histoire
Jesse Stone enquête sur une série de meurtres, tout en étant toujours aux prises avec des problèmes familiaux et de boisson.

## Fiche technique
- Création : Robert B. Parker
- Producteur : Michael Brandman, Steven J. Brandman, Tom Selleck, Cheryl R. Stein
- Musique : Stewart Copeland
- Photographie : Anthony B. Richmond
- Montage : Roberto Silvi
- Langue : anglais
- Date de diffusion : 
  -  États-Unis : 22 mai 2011[1] (sur la chaîne CBS).

## Distribution
- Tom Selleck : Jesse Stone
- Kathy Baker : Gammon
- Kohl Sudduth (en) : Luther « Suitcase » Simpson
- Stephen McHattie : commandant Healy
- William Devane : le Dr Dix (psychiatre de Jesse)
- Saul Rubinek : Hasty Hathaway